# زیبایی‌شناسی علم

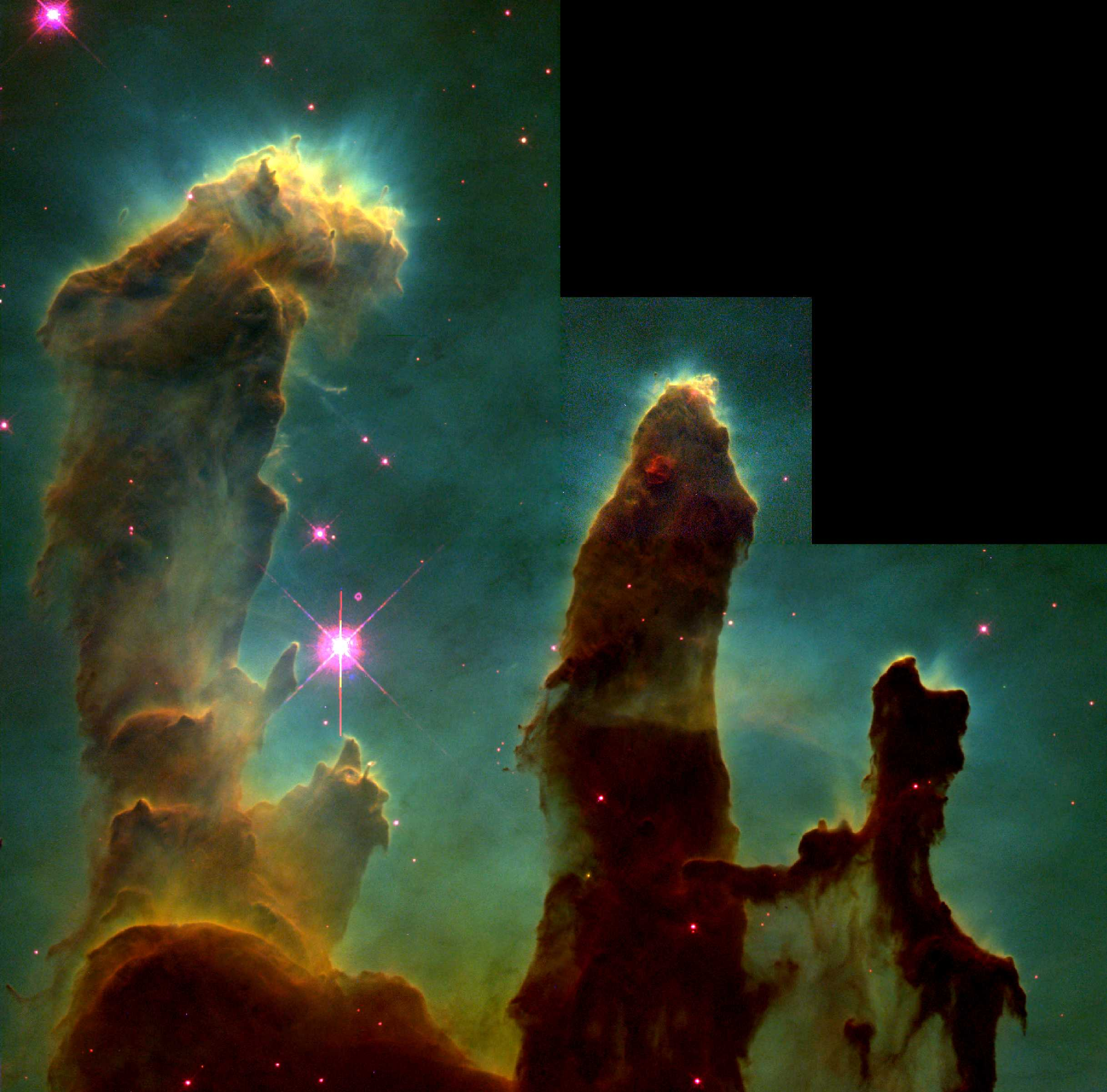
ستون‌های آفرینش که توسط تلسکوپ فضایی هابل در سحابی عقاب عکس‌برداری شده‌است، نمونه‌ای از جذابیت زیبایی‌شناختی در اکتشافات نجومی است.

زیبایی‌شناسی علم (Aesthetics of science) مطالعه زیبایی و مسائل سلیقه ای در تلاش علمی است.
ویژگی‌های زیبایی‌شناختی مانند سادگی، ظرافت و تقارن برای بسیاری از دانشمندان منبع شگفتی و هیبت است و بنابراین انگیزه‌ای برای پیگیری علمی است.
چگونگی ارتباط ارزش‌های زیبایی‌شناختی با آزمایش‌ها و نظریه‌های علمی مورد بررسی قرار گرفته‌است.علم و فعالیت علمی دارای وجوه مشترک مهمی با فعالیت هنری و زیبا شناسانه دارد. اهمیت تخیل و خلاقیت، احساسات و عواطف، شمّ و شهود و توجه به معیارهایی مانند زیبایی، ظرافت، سادگی، تقارن و تناسبِ نظریات توسط دانشمندان و استفاده از استعاره‌ها و تمثیل ها؛ ازجمله وجوه زیباشناختی و هنری ماهیت علم است.